# Малий Заб
Малий або Нижній Заб — ліва притока річки Тигр. Річка протікає територіями Ірану та Іраку. Має довжину 402 км (за іншими даними 456 км) і площу басейну 19,4 тисячі кілометрів квадратних. Джерела розташовані на східних схилах Курдистанського хребта. У верхів'ях є типово гірською річкою, в середній течії тече пагорбистою місцевістю, а в нижній течії рівнинною, змінюючи відповідно свій характер. Має весінню повінь і літню межень. Середня витрата води при виході на рівнину близько 200 метрів кубічних на секунду, але під час повені може досягати 3-3,5 тисячі метрів кубічних на секунду. Води Нижнього Забу як й інших річок регіону широко використовуються для зрошення.

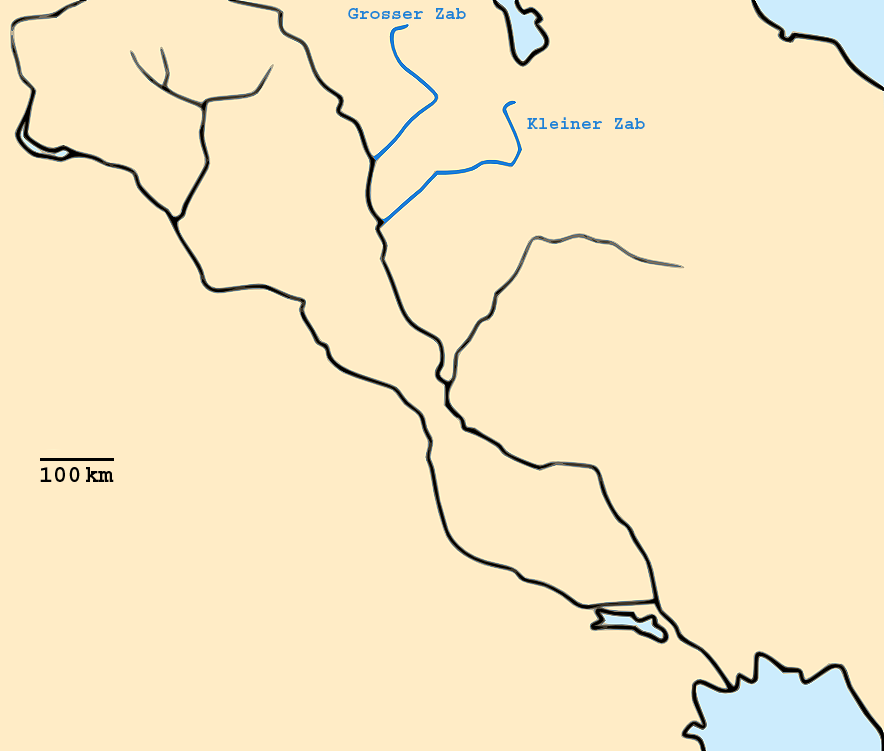
Карта на якій синеньким намальовано Верхній та Нижній Заби. Малий він же Нижній дійсно знизу і підписаний німецькою як «Кляйне Заб»

## Каскад ГЕС
На річці розташовано ГЕС Сардашт, ГЕС Дукан.